# Haïti op de Olympische Zomerspelen 1924
Haïti nam deel aan de Olympische Zomerspelen 1924 in Parijs, Frankrijk. Er werd één bronzen medaille gewonnen. Alleen vier jaar later zou nog een keer een medaille worden gewonnen.

## Medailleoverzicht
| Sport       | Olympiër(s)                                                                                           | Onderdeel            | Medaille |
| ----------- | --- | -------------------- | -------- |
| Schietsport | Ludovic Augustin L. H. Clermont Destin Destine C. Dupre Eloi Metullus Astrel Rolland Ludovic Valborge | vrij geweer team (m) | Brons    |

## Deelnemers en resultaten

### Atletiek
| Olympiër       | Discipline       | Resultaat   | Prestatie                                 |
| -------------- | ---------------- | ----------- | ----------------------------------------- |
| André Théard   | 100m (m)         | series      | serie 7: 3de in 11,2                      |
| André Théard   | 200m (m)         | kwartfinale | serie 17: 1ste in 23,6 kwartfinale 3: 4de |
| Édouard Armand | 400m (m)         | series      | serie 4: 4de                              |
| Édouard Armand | 800m (m)         | series      | serie 1: 7de4                             |
| Silvio Cator   | verspringen (m)  | 12e         | kwalificatie groep D: 3de met 6,81m       |
| Silvio Cator   | hoogspringen (m) | 15e         | kwalificatie groep D: 5de met 1,75m       |
| Édouard Armand | tienkamp (m)     | 23e         | 5207,895 punten                           |

### Schietsport
| Olympiër                                                                                              | Discipline           | Resultaat | Prestatie  |
| --- | -------------------- | --------- | ---------- |
| Ludovic Augustin                                                                                      | 600m vrij geweer (m) | 5e        | 91 punten  |
| Destin Destine                                                                                        | 600m vrij geweer (m) | 10e       | 86 punten  |
| Astrel Rolland                                                                                        | 600m vrij geweer (m) | 13e       | 85 punten  |
| Ludovic Valborge                                                                                      | 600m vrij geweer (m) | 6e        | 90 punten  |
| Ludovic Augustin L. H. Clermont Destin Destine C. Dupre Eloi Metullus Astrel Rolland Ludovic Valborge | vrij geweer team (m) | Brons     | 646 punten |

Argentinië · Australië · België · Brazilië · Brits-Indië · Bulgarije · Canada · Chili · Cuba · Denemarken · Ecuador · Egypte · Estland · Filipijnen · Finland · Frankrijk · Griekenland · Groot-Brittannië · Haïti · Hongarije · Ierland · Italië · Japan · Joegoslavië · Letland · Litouwen · Luxemburg · Mexico · Monaco · Nederland · Nieuw-Zeeland · Noorwegen · Oostenrijk · Polen · Portugal · Roemenië · Spanje · Tsjecho-Slowakije · Turkije · Uruguay · Verenigde Staten · Zuid-Afrika · Zweden · Zwitserland